# Tlakatlala
Tlakatlala, pleme chinookan Indijanaca koji su nekada živjeli na sjevernoj obali Columbije, na području današnjeg okruga Cowlitz u Washingtonu, oko tri milje poviše od Oak Pointa.
Swanton kaže da su jedna od skupina koju (uz Thlakalama) treba pridodati u Skilloote.